# Milicz (Drezdenko)
Milicz (deutsch Militzwinkel) ist ein Wohnplatz in der Woiwodschaft Lebus in Polen. Er gehört zur Gmina Drezdenko (Stadt- und Landgemeinde Driesen) im Powiat Strzelecko-Drezdenecki (Friedeberg-Driesener Kreis). 
Der Wohnplatz liegt im Netzebruch in der Neumark, etwa 80 km östlich von Küstrin und etwa 100 km südöstlich von Stettin.
Militzwinkel bildete bis 1939 eine Landgemeinde im Landkreis Friedeberg Nm. und gehörte mit diesem Kreis zur preußischen Provinz Brandenburg, ab 1938 zur Provinz Pommern. Im Jahre 1925 wurden in Militzwinkel 47 Einwohner in 10 Haushaltungen gezählt. Neben Militzwinkel gab es in der Gemeinde keine benannten Wohnplätze. Zum 1. April 1939 wurde Militzwinkel in die benachbarte Landgemeinde Trebitsch eingemeindet.
1945 kam Militzwinkel, wie alle Gebiete östlich der Oder-Neiße-Linie, an Polen. Militzwinkel erhielt den polnischen Ortsnamen „Milicz“. 